# Friedland (Mecklenburg)
 For alternative betydninger, se Friedland. (Se også artikler, som begynder med Friedland)
Friedland er en by i distriktet Mecklenburgische Seenplatte, Mecklenburg-Vorpommern, Tyskland .
Den ligger kun 22 km fra kreis-sædet og større by Neubrandenburg, men Friedland er alligevel et lokalcentrum for omkringliggende samfund som Galenbeck (Kotelow, Lübbersdorf, Schwichtenberg), Brunn og Boldekow, og har cirka 6.500 indbyggere. Den tidligere kommune Genzkow blev fusioneret til Friedland i maj 2019.
Den blev grundlagt i 1244 af kurfyrsterne Otto og Johann af Brandenburg og havde dengang navnet Vredeland.

## Kendte beboere
- Andreas Helvigius (1572-1643), filolog, pædagog
- Friederike Krüger (1789-1858), deltager i befrielseskrigen
- Emilie Mayer (1812-1883), komponist
- Rudolf Berlin (1833-1897), øjenlæge

### Folk, der har arbejdet her
- Ernst Boll (1817-1868), naturvidenskabsmand, var huslærer i Friedland
- Fritz Reuter (1810-1874), lavtysk digter, studerede på skolen i Friedland
- Daniel Runge (ukendt 1804), teolog og parlamentariker, gik på lærdeskolen her
- Wilhelm Sauer (1831-1916), orgelbygger, tilbragte sin ungdom i Friedland
- Johann Heinrich von Thünen (1783-1850), landbruger og økonom, ledede Liepen-familien i 1806 og giftede sig med Friedlands borgmester og godsejer Helena Sophia Berlin.